# Hundsfott (Schimpfwort)
Der Begriff Hundsfott (Plural Hundsfötter) ist ein altes Schimpfwort, das heute vor allem zur Bezeichnung von Feigheit, Gemeinheit oder Niedertracht verwendet wird. Im hessischen Dialekt findet sich die gleichbedeutende Bezeichnung Drenefutt, im bayerischen Hünfud.
Nachweisbar ist die Verwendung als Schimpfwort seit dem 16. Jahrhundert. Das Wort leitet sich aus Hund und dem mittelhochdeutschen fud für die Vulva ab, gemeint ist also das Geschlechtsteil einer Hündin (lateinisch vulva canina). In die Literatur findet es verschiedentlich Eingang, so bereits bei Friedrich von Logau (Gedicht Schmähliche Feigheit 1654), Friedrich Schiller (Die Räuber, 4. Akt, 5. Szene) oder Johann Gottfried Herder. Letzterer schreibt in seinen Fragmenten über die neuere deutsche Literatur (1766): „Kriechende Gefälligkeit, […] sinnlose Titular- und Bücklingsschmeichelei, jene süßliche Hingabe, die man […] kaum anders als deutsche Hundsfötterei nennen könnte.“
In der Studentensprache seit dem 17. Jahrhundert gilt Hundsfott als schwerer, ab dem 18. Jahrhundert als sogenannter „nichtkommentmäßiger Tusch“, also eine Beleidigung außerhalb der Regeln zur Burschenehre. Bei der rituellen Feier des Landesvaters wird oftmals nach Absingen des Niemannschen Liedes „Alles schweige“ eine sich wiederholende Strophe auf das Wohl des Bundesbruders angeschlossen, die die Sentenz „ein Hundsfott der ihn schimpfen soll“ enthält.